# Bernard (évêque d'Auvergne)
Pour les articles homonymes, voir Bernard.
Bernard, en latin Bernardus, était un religieux de la fin du haut Moyen Âge qui fut évêque de Clermont entre 938 et 940.

## Éléments biographiques
Bernard était vraisemblablement l’abbé de la cathédrale de Clermont. Il consacra l’église du monastère de Saint-Austremoine d’Issoire qui venait d’être construite. C’est Gilbert qui en fut le premier abbé.